# Evangelische Kirche (Laufenselden)

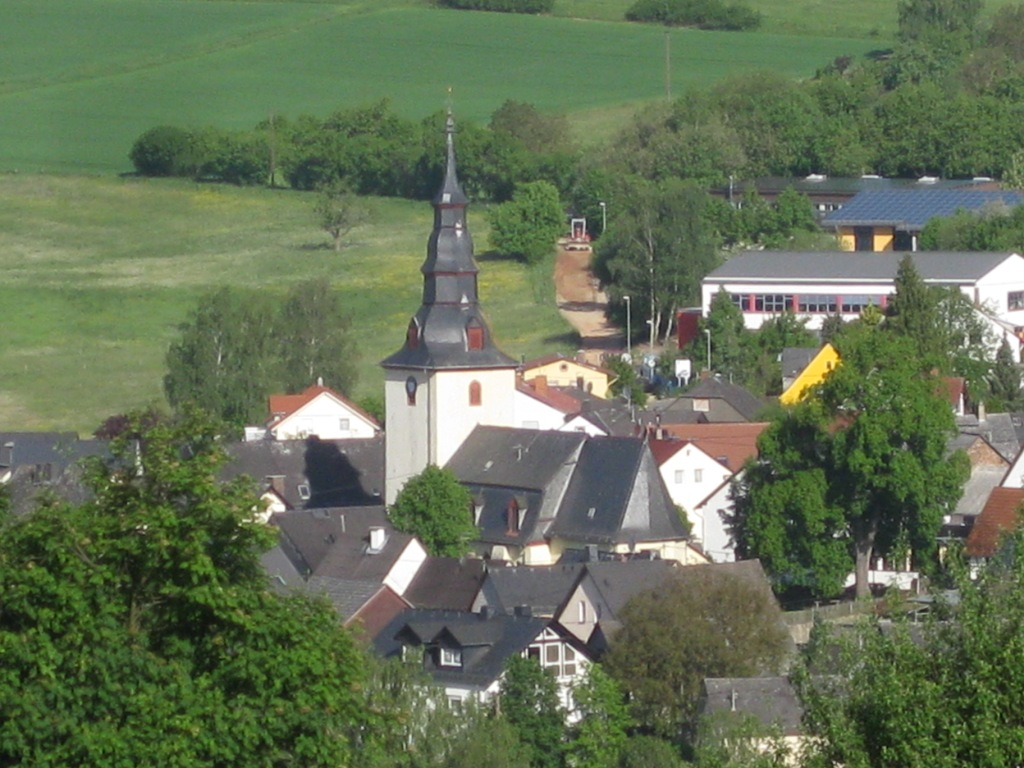
Evangelische Kirche (Laufenselden)

Die Evangelische Kirche Laufenselden ist ein denkmalgeschütztes Kirchengebäude, das in Laufenselden steht, einem Ortsteil von Heidenrod im Rheingau-Taunus-Kreis in Hessen. Die Kirchengemeinde gehört zum Dekanat Rheingau-Taunus in der Propstei Rhein-Main der Evangelischen Kirche in Hessen und Nassau.

## Beschreibung
Die im Kern spätromanische Saalkirche mit dem eingezogenen Chor im Osten, der in der Spätgotik vergrößert wurde, und dem Kirchturm im Westen wurde barock umgestaltet. 1720 erhielt der Kirchturm seinen Helm und das Kirchenschiff wurde mit einem Mansarddach bedeckt. Der Innenraum des Chors aus einem Joch und 5/8-Schluss ist mit einem Kreuzgratgewölbe, der des Kirchenschiffs mit einem hölzernen Tonnengewölbe überspannt, dessen barocke Deckenmalerei 1963–65 freigelegt wurde. An drei Seiten befinden sich Emporen, deren Brüstungen aus Balustern bestehen. Über dem Triumphbogen befindet sich ein Balken einer ehemaligen Empore mit einem Kruzifix. Das achteckige Taufbecken ist um 1500 entstanden. Die Kanzel wurde 1750 gebaut. Ihr Schalldeckel ist mit einem Pelikan bekrönt. Die Orgel mit 14 Registern, 2 Manualen und einem Pedal wurde 1931 von der Giengener Orgelmanufaktur Gebr. Link gebaut. Sie wurde 2002/03 vom Orgelbau Günter Hardt & Sohn  komplettiert.